# سنان بيتيكي
سنان بيتيكي (بالألمانية: Sinan Bytyqi)‏ (15 يناير 1995 ببريزرن في كوسوفو - ) هو لاعب كرة قدم نمساوي في مركز الوسط. شارك مع منتخب النمسا تحت 17 سنة لكرة القدم ومنتخب النمسا تحت 18 سنة لكرة القدم ومنتخب النمسا تحت 19 سنة لكرة القدم ومنتخب النمسا تحت 21 سنة لكرة القدم. أما مع النوادي، فقد لعب مع أدميرا فاكر مودلينغ ومانشستر سيتي ونادي كامبور وFCM Traiskirchen ‏.

## وصلات خارجية
- سنان بيتيكي على موقع قاعدة بيانات كرة القدم.إي يو (الإنجليزية)
- سنان بيتيكي على موقع Soccerway.com (الإنجليزية)
- سنان بيتيكي على موقع عالم كرة القدم.نت (الإنجليزية)
- سنان بيتيكي على موقع AS.com (الإسبانية)